# Zoo African Safari
Ne doit pas être confondu avec le parc Safari Africain.
Le zoo African Safari est un parc zoologique français situé en Occitanie, sur la commune de Plaisance-du-Touch, dans la banlieue Toulousaine. Fondé en 1970 par Patricia et Jean-Marc Toniutti sous le nom de parc zoologique de Plaisance-du-Touch, il a été renommé en 1990. Étendu sur 20 hectares, depuis le dernier agrandissement de 2014, il permet de découvrir 600 animaux de 80 espèces. Sur la période 2005 - 2015, sa fréquentation annuelle moyenne était de 157 000 visiteurs. Il est dirigé par le fils des fondateurs, René-Pierre Toniutti.
Membre permanent de l'Association européenne des zoos et aquariums (EAZA), il s'engage dans la conservation ex situ en participant à des programmes européens pour les espèces menacées (EEP).

## Historique
Le parc zoologique de Plaisance du Touch est fondé en 1970 par le couple Toniutti, Patricia et Jean-Marc. Patricia Toniutti est la fille d'une membre de la famille Bouglione, elle est aussi la nièce d'Irène Caillé, la femme du fondateur du zoo de La Palmyre,. 
Le parc est renommé zoo African Safari en 1990. 
Le 13 juillet 2022 un incendie s'est déclaré au sein du parc ou une partie des animaux ont du être mis en sécurité.

## Installations et faune présentée
Étendu sur 20 hectares, depuis le dernier agrandissement de 2014, il permet de découvrir 600 animaux de 80 espèces : éléphant d'Afrique, girafe, lion, tigre, loup, oiseau, rhinocéros, antilopes, zèbre, watusi, singe, guépard,crocodile, otarie, etc..
La visite se réalise en deux temps : la réserve type safari dédiée à la faune africaine ouverte en 1990, qui se visite en voiture ; et le parc à pied, ombragé, où vivent d'autres animaux issus du monde entier.
Des spectacles d'otaries et d'oiseaux ont lieu en saison.

## Conservation
Le zoo participe à 23 programmes européens pour les espèces menacées (EEP). Il a notamment participé à la réintroduction d'oryx algazelles au Maroc, dont un des individus provenait du parc.

## Fréquentation
| Année | Visiteurs |
| ----- | --------- |
| 2010  | 160 000   |
| 2014  | 195 680   |
| 2015  | 168 049   |
| 2016  | 180 000   |

## Accès en transport en commun
Accès avec les bus Tisséo 116 et bus liO 365 à l'arrêt Zoo Plaisance.